# SkyDrive (空飛ぶクルマ)
SkyDriveとは、日本のスタートアップ企業SkyDriveが開発中の空飛ぶクルマ（電動マルチコプター、eVTOL）。

## 概要
SkyDriveは、2014年の1月から開発が行われているeVTOL型の空飛ぶクルマである。実用化は2025年を予定。
当初、機体サイズは身近な空の移動を実現するため世界最小を目指し、高さ2m、幅4m、長さ4mほど、 地上走行可能（空陸両用車）になる予定であった。その後、3人乗りで飛行速度は100 km/h、地上の走行機能は持たないものに変更した。2023年現在の設計では自動車との類似性は低いものとなっている。

## 機体
機体材料は軽量でありながら壊れ難い炭素繊維強化プラスチックをアルミ合金と併用する。機体上部に配置された計12基のローターとモーターで飛行し、また、トラブルをセンサーが察知した際は避難モードが作動し安全に着陸するシステムも搭載される。

### 諸元
出典：「FLYING CAR- 空飛ぶクルマ」
- 全長：約11.5 m
- 全幅：約11.3 m
- 全高：約3 m
- 最大離陸重量：1,400 kg
- 燃料：バッテリー
- 駆動方式：モーター・ローター × 12
- 最大巡航速度：100 km/h
- 航続距離：15 - 40 km
- 乗員：3名

## 歴史
- 2012年
  - 9月、前身団体であるCARTIVATOR発足
- 2014年
  - 1月、Skydrive開発開始
- 2019年
  - 12月、「SD-02」モデルで、屋内・非公開での日本初となる空飛ぶクルマの有人飛行テストを行った[11][12]。
- 2020年
  - 8月25日、「SD-03」モデルで4分間の公開有人飛行を成功させた[13][10]。
- 2021年
  - 10月、「SD-05」の型式証明を国土交通省に申請[14]。
- 2022年
  - 3月22日、スズキと「空飛ぶクルマ」（eVTOL）の社会実装を目指して連携協定を締結したと発表[15]。連携内容は技術と事業の両面で、機体開発や量産体制の確立、インドを中心とした海外市場の開拓など[15]。
  - 6月7日、「SD-05」の認証や内装などに関してジャムコとの提携を発表[16]。
  - 7月18日、「SD-05」のバッテリーシステム開発でアメリカのEPシステムズとの協業を発表[17]。
  - 9月26日、「SD-05」のデザインと仕様を発表[18]。12基のプロペラを搭載し、最大巡航速度は時速100 km/h[18]。「SD-05」は全長9.4 mで最大搭乗人数2人、最大航続距離は10 km、飛行時間は5 - 10分となっている[18]。価格は1億円程度を想定し、1回当たりの充電時間は30分未満を目指している[18]。2025年の大阪万博で会場輸送することを目指していた[18]。
- 2023年
  - 4月13日、商用機「SD-05」の個人向け予約販売を開始[19][20]。
  - 6月19日、「SD-05」の機体の仕様を大幅に変更するとともに、機種名を「SKYDRIVE（スカイドライブ）」とした。設計変更により、全長約13 mで最大搭乗人数3人、最大航続距離は15 km（アップデートにより40 kmまで延長予定[9]）としている[6]。
- 2024年
  - 6月14日、大阪万博での商用飛行断念。デモ飛行に変更[21]。
- 2025年
  - 4月9日、大阪万博メディアデーにてデモ飛行実施[22]。